# Kolumbijské peso
Kolumbijské peso je zákonným platidlem jihoamerického státu Kolumbie. ISO 4217 kód pesa je COP. Název „peso“ má kolumbijská měna společný s měnami několika dalších států, které bývaly španělskými koloniemi. Značka pro peso je $, ale pro rozlišení od jiných měn se před tento znak vkládají písmena COL (COL$).

## Historie
Během španělské nadvlády se používaly na území dnešní Kolumbie španělské koloniální mince - escudo, peso, real. Po získání nezávislosti (1819) pokračoval nově nezávislý stát v ražbě těchto mincí. Roku 1847 bylo kolumbijské peso prohlášeno za jedinou zákonnou měnu Kolumbie a začalo používat desítkovou soustavu (1 peso = 10 reales = 100 decimos de reales). Od roku 1880 se jedno peso skládá ze 100 centavos. 

## Mince a bankovky
Mince mají nominální hodnoty 50, 100, 200, 500 a 1000 pesos. Současné Bankovky v peněžním oběhu mají nominální hodnoty 1000, 2000, 5000, 10000, 20000, 50000 a 100000  pesos a existují ve dvou rozdílných sériích. Bankovky tištěné do roku 2015 jsou průběžně z oběhu stahovány a nahrazovány sérií bankovek z roku 2016. 
|  |  | 1 000 pesos  | 130 × 65 mm | Jorge Eliécer Gaitán         | Jorge Eliécer Gaitán, jeho motto a podpis                    |
|  |  | 2 000 pesos  | 130 × 65 mm | Francisco de Paula Santander | vstupní dveře bogotské Casa de la Moneda                     |
|  |  | 5 000 pesos  | 140 × 70 mm | José Asunción Silva          | místní krajina, fragment kolumbijské básně Nocturna          |
|  |  | 10 000 pesos | 140 × 70 mm | Policarpa Salavarrieta       | hlavní náměstí města Guaduas, rodiště Policarpy Salavarrieta |
|  |  | 20 000 pesos | 140 × 70 mm | Julio Garavito Armero        | Měsíc, kráter Garavito                                       |
|  |  | 50 000 pesos | 140 × 70 mm | Jorge Isaacs                 | fragment kolumbijského románu La María (19. st.)             |

|  |  | 2 000 pesos   | 128 × 66 mm | Débora Arango           | řeka Caño Cristales      |
|  |  | 5 000 pesos   | 133 × 66 mm | José Asunción Silva     | krajina párama           |
|  |  | 10 000 pesos  | 138 × 66 mm | Virginia Gutiérrez      | kolumbijská Amazonie     |
|  |  | 20 000 pesos  | 143 × 66 mm | Alfonso López Michelsen | kanály regionu La Mojana |
|  |  | 50 000 pesos  | 148 × 66 mm | Gabriel García Márquez  | Ciudad Perdida           |
|  |  | 100 000 pesos | 153 x 66 mm | Carlos Lleras Restrepo  | údolí Valle de Cocora    |